# 坦博區 (瓦伊塔拉省)
坦博區（西班牙語：Distrito de Tambo），是秘魯的一個區，位於該國中南部萬卡韋利卡大區的瓦伊塔拉省，始建於1921年1月12日，面積226.58平方公里，海拔高度3,141米，2005年人口1,224，人口密度每平方公里5.4人。